# Đức hóa
Đức hóa (tiếng Đức: Germanisierung) là quá trình truyền bá ngôn ngữ, con người và văn hóa Đức, hay các chính sách khởi đầu cho những thay đổi này. Vấn đề này từng là nguyên tắc chủ yếu của trào lưu tư tưởng tự do tại Đức trong thế kỉ 19 và 20, giai đoạn khi chủ nghĩa tự do và chủ nghĩa dân tộc gắn liền mật thiết với nhau. Về mặt ngôn ngữ học, quá trình Đức hóa cũng xảy ra khi một từ vựng thuộc ngôn ngữ Đức được sử dụng trong một ngôn ngữ ngoại quốc.

## Các hình thức Đức hóa
Về mặt lịch sử, có rất nhiều hình thức và mức độ lan tỏa khác nhau của ngôn ngữ Đức và các yếu tố thuộc văn hóa Đức. Có những trường hợp nền văn hóa ngoại lai đã đồng hóa hoàn toàn vào văn hóa Đức, ví dụ như trường hợp đã xảy ra với tộc người ngoại giáo Slavs sống tại giáo khu Bamberg (vùng Franconia) vào thế kỉ thứ 11. Một ví dụ hoàn hảo về việc du nhập có chọn lọc văn hóa Đức, đó là lĩnh vực luật pháp Nhật Bản thời kì Đế quốc và cả ngày nay - luật pháp Nhật được tổ chức hầu như phỏng theo hoàn toàn mô hình của Đế quốc Đức. Quá trình Đức hóa diễn ra thông qua tiếp xúc về văn hóa, thông qua quyết định chính trị của phe du nhập (ví dụ, trong trường hợp của nước Nhật), hoặc (đặc biệt là trong trường hợp của Đế quốc Đức và Đức quốc xã) thông qua vũ lực.
Ở các quốc gia vùng Slavic, khái niệm Đức hóa thường được hiểu đơn giản như một quá trình tiếp nhận và biến đổi về văn hóa trong cộng đồng người nói tiếng Slavic và Baltic sau những trận xâm chiếm và chinh phục, hoặc thông qua tiếp xúc về văn hóa thời kì đầu thời Trung Cổ, tại các khu vực ngày nay thuộc miền nam nước Áo hiện đại, và các vùng phía Đông nước Đức trải dài tới bờ sông Elbe. Tại khu vực phía Đông Prussia (Đông Phổ), đã xảy ra tình trạng cưỡng bức tái định cư những người Phổ "Cựu" hay còn gọi là người Phổ gốc "Baltic" theo yêu cầu của Hiệp sĩ Teuton và nhà nước Phổ, cũng như quá trình tiếp biến văn hóa do dân nhập cư từ nhiều nước châu Âu (như Ba Lan, Pháp, và Đức), những điều này đã góp phần đẩy ngôn ngữ Phổ đến tình trạng tuyệt diệt vào thế kỉ 17.
Một hình thức Đức hóa khác, là việc dùng vũ lực để ép buộc những người không phải người Đức - một ví dụ điển hình là người Slavs - phải sử dụng văn hóa, ngôn ngữ và phong tục của Đức.

## Lịch sử quá trình Đức hóa

### Thời kỳ dân tộc di dân
Sau khi quân đội La Mã rút lui khỏi Britain, dân chúng người Celt, đã được latinh hóa, bị bỏ lại không có khả năng tự vệ. Những dân tộc Đức người Angles, người Sachsen và người Jüten chinh phục sau đó Anh quốc trong một quá trình kéo dài nhiều thập kỷ và qua các cuộc đụng độ cực kỳ đẫm máu. Ký ức về những trận chiến phòng thủ của người Celt được giữ lại qua huyền thoại Vua Arthur. Các phần của xứ Wales, Cornwall, và ngày nay thuộc Scotland đã chống cự lại những cuộc tấn công. Trong giai đoạn sau đó vào thời chuyển tiếp hậu cổ đại cổ điển sang đầu thời Trung Cổ dân chúng người Celt dần dần bị đức hóa. Cuộc chinh phục nước Anh năm 1066 bởi người Norman Đức, đã bị latinh hóa, thêm một phần latinh hóa vào nước Anh đã bị đức hóa.

### Thời kì Trung cổ

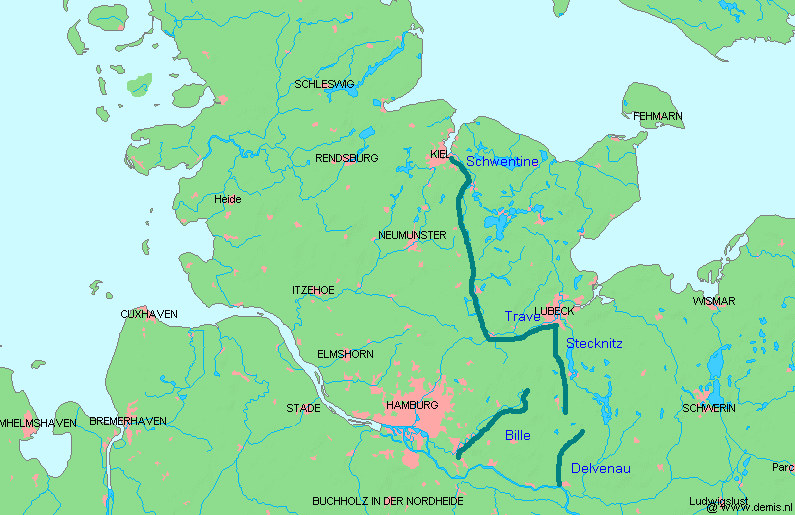
Limes Saxoniae lập nên ranh giới phía Tây giữa người Obotrites và người Saxons

Quá trình Đức hóa thời kì đầu diễn ra song song với quá trình người Đức di dân mở rộng về phía Đông - còn gọi là Ostsiedlung trong suốt thời kì Trung Cổ, ví dụ như tại các vùng Hanoverian Wendland, Mecklenburg-Vorpommern, Lusatia, và nhiều khu vực khác, trước đó là nơi sinh sống của các bộ lạc Slavic - Polabian Slavs ví dụ như người Obotrites, Veleti và Sorbs. Mối tương quan về các hình thức Đức hóa thời kì đầu đã được các thầy tu người Đức miêu tả lại trong các bản thảo viết tay như cuốn Chronicon Slavorum.
Khu vực Lüchow-Dannenberg thường được biết đến với cái tên Wendland, đây là một mệnh danh ám chỉ tới người Slavic sống tại vùng Wends, đến từ bộ lạc Slavic có tên là Drevani — một ngôn ngữ Polabian vẫn còn tồn tại cho tới tận đầu thế kỉ 19, tại khu vực mà ngày nay là bang Lower Saxony thuộc Đức.
Một quá trình Đức hóa phức tạp cũng diễn ra tại vùng Bohemia sau khi những người Bohemian theo đạo Tin lành thất bại tại trận chiến White Mountain vào năm 1620. Hoàng tử Đức Frederick V, Elector Palatine, đã được các đẳng cấp vủa Bohemian bầu làm vua vùng Bohemia vào năm 1619, nhưng đã thất bại trước lực lượng Công giáo trung thành với Hoàng đế nhà Habsburg, Ferdinand II. Nhiều lãnh chúa Bohemian đã bị trừng phạt và bị tước đoạt toàn bộ đất đai sau khi Frederick thua cuộc vào năm 1620, trong số đó có cả các địa chủ nói tiếng Đức và tiếng Czech. Do đó, trận chiến này về bản chất chỉ là mâu thuẫn giữa các thái ấp phong kiến với nhau, chứ không ở cấp độ quốc gia. Mặc dù sau những sự kiện này, ngôn ngữ Czech đã mất đi tầm quan trọng đáng kể với vai trò như một ngôn ngữ có chữ viết, tuy nhiên không có gì chứng minh đây là hành động cố tình của những người cai trị thuộc nhà Habsburg, những người đang chủ tâm nhắm tới các đặc tính về phong kiến và tôn giáo.
Ngôn ngữ Proto-Slovene đã từng được sử dụng trên vùng lãnh thổ rộng hơn nhiều so với lãnh thổ Slovene hiện đại, khu vực này bao gồm hầu hết các bang Carinthia và Styria thuộc nước Áo hiện đại, cũng như vùng Đông Tyrol, vùng Val Pusteria ở phía Nam Tyrol, và một số khu vực thuộc vùng Thượng và Hạ Áo. Cho tới thế kỉ 15, hầu hết những khu vực này đều được Đức hóa dần dần: biên giới phía nam của vùng lãnh thổ nói tiếng Slovene được củng cố trên đường biên từ phía Bắc Klagenfurt tới phía Nam Villach và phía Đông Hermagor tại bang Carinthia, trong khi tại bang Styria biên giới này khá sát với biên giới Áo-Slovenian hiện đại. Biên giới ngôn ngữ này vẫn giữ nguyên hầu như không thay đổi cho tới tận cuối thế kỉ 19, khi quá trình Đức hóa lần thứ hai diễn ra, hầu hết là tại bang Carinthia.
Ở Tyrol đã diễn ra quá trình Đức hóa ngôn ngữ ladino-romantsch tại vùng thung lũng Venosta Valley (nay thuộc về Italy) do người Áo khởi xướng và xúc tiến vào thế kỉ thứ 16. Điều này diễn ra là do nhà cầm quyền muốn ngăn chặn quá trình tiếp xúc với người theo đạo Tin lành tại vùng Graubünden.

### Các ảnh hưởng về ngôn ngữ
Sự trỗi dậy của chủ nghĩa dân tộc xảy ra vào cuối thế kỉ 18 và thế kỉ 19 tại các vùng Bohemia, Moravia, Silesia, Pomerania, Lusatia, và Slovenia dẫn tới cảm giác "tự hào" ngày càng dâng cao về văn hóa quốc gia tại đây. Tuy nhiên, nhiều thế kỉ bị thống trị về văn hóa bởi người Đức đã để lại một dấu ấn Đức rõ nét lên văn hóa xã hội tại khu vực này; ví dụ, tác phẩm  ngữ pháp hiện đại đầu tiên của ngôn ngữ Czech được viết bởi Josef Dobrovský (1753–1829) – "Ausführliches Lehrgebäude der böhmischen Sprache" (1809) – được xuất bản bằng tiếng Đức, vì ngôn ngữ Czech thời đó không được sử dụng trong giới học giả hàn lâm.
Kể từ giai đoạn Trung kì của thời Trung Cổ, cho tới sự kiện tan rã Đế quốc Áo - Hung vào năm 1918, tại vùng lãnh thổ thuộc Slovenia ngày nay, nước Đức đã có ảnh hưởng mạnh mẽ đến Slovene, và nhiều dấu vết của quá trình Đức hóa đã được lưu giữ lại trong ngôn ngữ Slovene đương đại, đặc biệt là các cách diễn đạt thông dụng.
Tại các vùng thuộc địa của Đức, chính sách bắt buộc sử dụng tiếng Đức làm ngôn ngữ chính thức đã dẫn tới việc hình thành các dạng tiếng bồi có gốc Đức và các ngôn ngữ lai / thổ ngữ có gốc từ tiếng Đức, ví dụ như tiếng Unserdeutsch.

### Tại Đế quốc Áo
Joseph II (1780–90), là một nhà lãnh đạo bị ảnh hưởng bởi phong trào Khai sáng, tìm cách trung ương hóa quyền kiểm soát cả đế quốc trong tay mình, và cai trị đất nước với vai trò như một nhà vua chuyên chế thời kì Khai sáng. Ông ra sắc lệnh thay thế tiếng Latin bằng tiếng Đức, đưa tiếng Đức trở thành ngôn ngữ chính thức trên toàn Đế chế.
Người Hungarians coi hành động cải tổ ngôn ngữ của vua Joseph là hành động thể hiện quyền lãnh đạo văn hóa của người Đức, và họ phản ứng lại bằng cách tìm mọi cách đòi quyền sử dụng ngôn ngữ của riêng mình. Và kết quả là, những người Hungarian không thuộc tầng lớp quý tộc đã khơi mào một cuộc phục hưng văn hóa và ngôn ngữ Hungarian. Những người không thuộc tầng lớp quý tộc nghi ngờ sự trung thành của tầng lớp quyền quý, bởi trong số họ chỉ có không tới một nửa là người thuộc gốc tộc Magyar, và ngay cả những người đã nhận chức trở thành triều thần nói tiếng Pháp và Đức. Cuộc phục hưng quốc gia Magyar đã dẫn đến các phong trào tương tự tiếp sau đó, trong các nhóm dân tộc thiểu số người Slovak, Romania, Serb, và Croatia thuộc Vương quốc Hungary.

### Tại nước Phổ

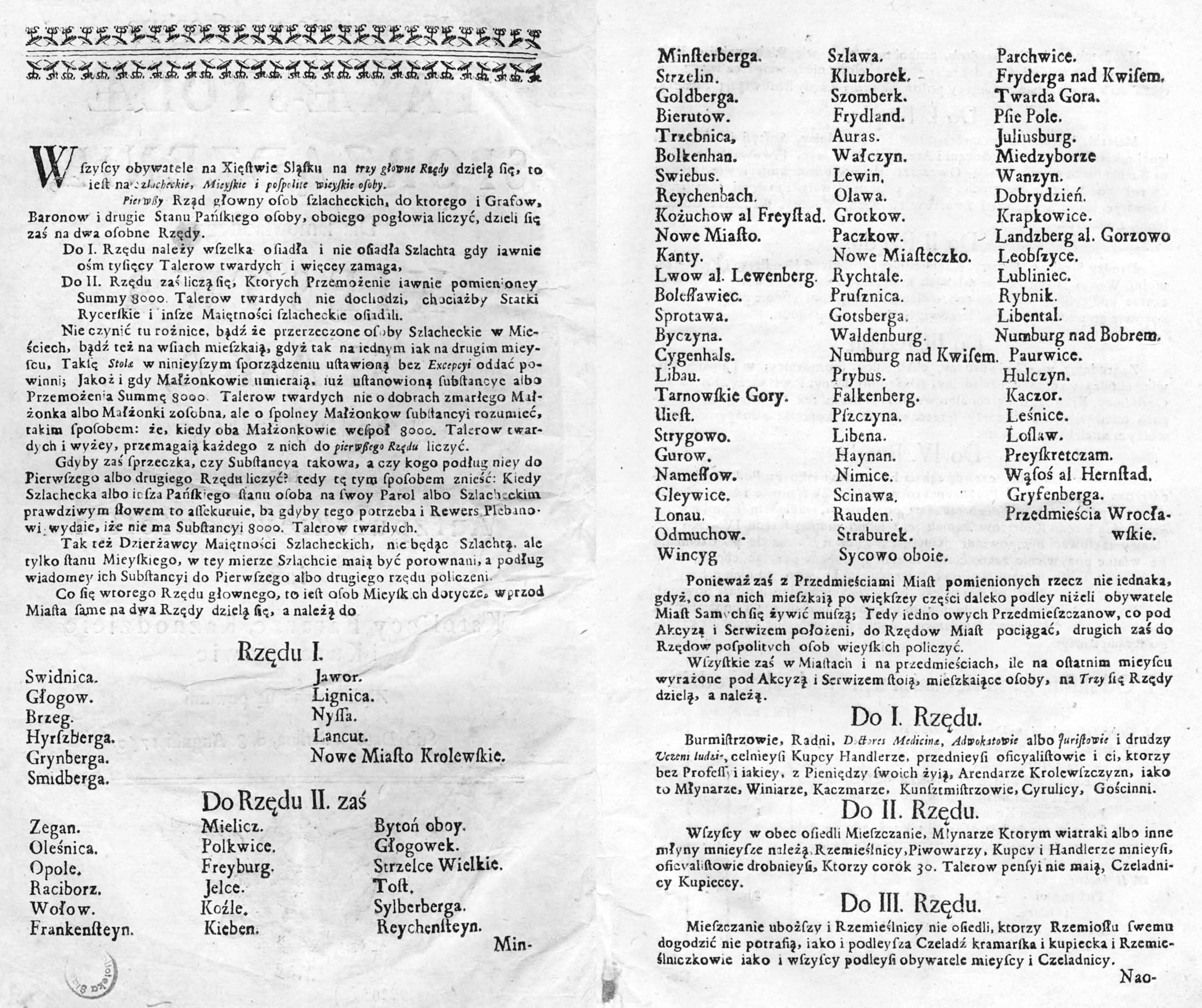
Các tên tiếng Ba Lan của các thành phố Silesian được viết bằng tiếng Ba Lan từ tài liệu chính thức của Phổ công bố năm 1750 trong chiến tranh Silesian tại Berlin.

Quá trình Đức hóa tại Phổ diễn ra theo một số giai đoạn như sau:
- Những người Phổ Cựu (ban đầu là một nhóm dân tộc thiểu số gốc Baltic) đã bị Đức hóa trong thời kì của các hiệp sĩ Teuton trong quá trình đồng hoá dân tộc trong cuộc Thánh chiến Phổ.
- Các nỗ lực thực hiện Đức hóa của vua Frederick Đại đế tại các vùng lãnh thổ thuộc vùng Ba Lan bị chia tách
- Giảm bớt chính trách Đức hóa thời kì 1815–30
- Tăng cường quá trình Đức hóa và khủng bố người Ba Lan trong lãnh địa Đại Công Tước vùng Posen, thực hiện bởi E. Flotwell vào năm 1830–41
- Quá trình Đức hóa ngừng lại trong giai đoạn 1841–49
- Tái khởi động trong những năm 1849–70
- Được tăng cường bởi Bismarck trong kế hoạch Kulturkampf chống lại đạo Công giáo và người Ba Lan
- Giảm nhẹ hoạt động khủng bố người Ba Lan trong giai đoạn 1890 - 94
- Tiếp diễn và tăng cường hoạt động vào năm 1894 và được tiếp tục cho tới cuối thời kì Chiến tranh thế giới thứ Nhất

Hoạt động lập pháp và các chính sách của chính phủ tại Vương quốc Phổ chỉ nhắm tới việc Đức hóa về mặt ngôn ngữ và văn hóa ở một mức độ vừa phải, trong khi tại Đế quốc Đức, người ta theo đuổi một hình thức Đức hóa về văn hóa mãnh liệt hơn, thông thường đi kèm với chủ đích rõ ràng là làm giảm ảnh hưởng của các nền văn hóa và các tổ chức khác, ví dụ như Nhà thời Công giáo.

#### Tình hình trong thế kỉ 18
Sau những lần phân rẽ, các biện pháp Đức hóa trước đây vua Frederick Đại Đế thực hiện tại Silesia đã được mở rộng tới các vùng lãnh thổ Ba Lan mới được thu nhập. Các nhà lãnh đạo người Phổ đã khởi động chính sách định cư những nhóm dân tộc nói tiếng Đức tại các vùng này. Frederick Đại Đế đã định cư khoảng 300,000 người đi khai hoang đất mới tại khu vực các tỉnh phía Đông nước Phổ và nhắm tới việc loại bỏ tầng lớp quý tộc Ba Lan, những người mà ông ta đối xử với thái độ coi thường, và miêu tả người Ba Lan là "đống rác Ba Lan luộm thuộm" ở những vùng mới chiếm lại được ở phía Tây nước Phổ, tương tự như vùng Iroquois. Ngay từ thời kì đầu khi nước Phổ nắm quyền cai trị, người Ba Lan đã phải đối mặt với một loạt các biện pháp bất lợi cho văn hóa của họ; ngôn ngữ Ba Lan bị thay thế bởi tiếng Đức trong vai trò ngôn ngữ chính thức,  và hầu hết các hoạt động quản trị đều được thực hiện bằng tiếng Đức; nhà cầm quyền người Phổ là Frederick Đại Đế rất coi thường người Poles và mong muốn thay thế họ bằng người Đức. Người Ba Lan được miêu tả là 'người Slavs chậm tiến lạc hậu' trong mắt các nhân viên hành chính người Phổ, những người muốn lan truyền văn hóa và ngôn ngữ Đức. Vùng đất của quý tộc Ba Lan bị tịch thu sung công và trao lại cho các nhà quý tộc người Đức.

#### Tình hình trong thế kỉ 19
Sau chiến tranh Napoleon, nước Phổ giành được vùng lãnh địa Đại Công tước Posen và nước Áo vẫn thuộc quyền sở hữu của Galicia. Vào tháng năm năm 1815 vua Frederick William III công bố bàn tuyên ngôn cho người Ba Lan tại Posen:
Các ngươi cũng có Quê cha đất tổ. [...] Các ngươi sẽ được sáp nhập vào nền quân chủ của ta mà không cần phải từ bỏ quốc tịch của mình. [...] Các ngươi sẽ nhận được một bản hiến pháp như các tỉnh thành khác trong vương quốc của ta. Các ngươi vẫn được phép giữ lại tôn giáo của mình. [...] Ngôn ngữ của các ngươi vẫn sẽ được sử dụng như tiếng Đức trong mọi hoạt động cộng đồng, và tất cả những ai có khả năng phù hợp trong số các ngươi đều có cơ hội như nhau khi được bổ nhiệm vào các công sở. [...]
Bộ trưởng bộ Giáo dục Altenstein đã tuyên bố vào năm 1823:
Liên quan đến việc mở rộng ngôn ngữ tiếng Đức, điều quan trọng nhất là phải có được cách hiểu đúng đắn về mục đích, liệu chúng ta nên đặt mục đích là cần tăng cường mức độ hiểu biết về tiếng Đức trong số các thần dân nói tiếng Ba Lan, hay chúng ta nên hướng đến việc Đức hóa người Ba Lan một cách chậm rãi và đều đặn. Theo đánh giá của bộ trưởng, chúng ta chỉ cần, chỉ nên làm và chỉ có thể làm mục tiêu đầu tiên; xét về mục tiêu thứ hai, điều này là không nên làm và đúng ra là không thể thực hiện được. Để trở thành những thần dân đúng mực, người Ba Lan cần phải hiểu được ngôn ngữ của chính phủ. Tuy nhiên không cần thiết phải khiến họ từ bỏ tiếng mẹ đẻ hay phải coi tiếng Ba Lan là ngôn ngữ hạng hai. T Việc sở hữu cả hai ngôn ngữ không phải là một điều bất lợi, mà thực ra còn là điểm cộng lớn, vì điều này thường có nghĩa là người đó có tầm tư duy linh hoạt hơn. [..] Tôn giáo và ngôn ngữ là những thánh địa cao nhất của một quốc gia, và tất cả các quan điểm và nhận thức đều được hình thành trên nền tảng đó. Một chính phủ [...] thờ ơ với điều này, hoặc thậm chí là đi ngược lại những giá trị này sẽ gây ra sự chống đối gay gắt, làm mất đi nền móng quốc gia và khiến cho các thần dân mất đi lòng trung thành.
Trong nửa đầu thế kỉ 19, chính sách ngôn ngữ Phổ vẫn còn khá khoan dung. Tuy nhiên sự khoan dung này dần dần thay đổi trong nửa sau thế kỉ 19, sau khi thành lập nên Đế quốc Đức vào năm 1871. Các chính sách sau đó nhắm tới việc loại bỏ hoàn toàn các ngôn ngữ không phải tiếng Đức ra khỏi đời sống công cộng và bối cảnh hàn lâm, ví dụ như tại các trường học. Ví dụ, trong suốt nửa cuối thế kỉ thứ 19, tiếng Hà Lan, trước đây từng được sử dụng tại các vùng mà ngày nay được gọi là Cleves, Geldern, Emmerich, đến thời kì này đã bị cấm sử dụng tại các trường học và trụ sở công quyền, và tiếng Hà Lan tiêu chuẩn bắt đầu bị ngừng sử dụng khi bước sang thế kỉ mới.
Vào thời kì Đế quốc Đức sau đó, người Ba Lan (cùng với người Đan Mạch, người Hà Lan Alsatians, người Đức theo Công giáo and người theo Đảng dân chủ Xã hội Đức) được miêu tả là "Reichsfeinde" ("kẻ thù của đế quốc"). Thêm vào đó, vào năm 1885, Ủy ban định cư của Phổ - tổ chức được đầu tư tài chính từ ngân quỹ chính phủ - đã được thành lập với nhiệm vụ mua đất từ tay những người không phải là người Đức và phân chia cho các nông dân Đức sở hữu.  Từ năm 1908 ủy ban này đã được quyền ép buộc các chủ đất phải bán đất. Những biện pháp khác bao gồm kế hoạch truc xuất của Phổ từ năm 1885–1890, tại đó những người không có quốc tịch Phổ nhưng đã sống tại Phổ trong một thời gian dài (hầu hết là người Ba Lan và người Do Thái) sẽ bị trục xuất và đưa ra lệnh cấm không cho phép những người không phải người Đức có quyền xây dựng nhà (xem thêm Drzymała's van). Chính sách Đức hóa trong trường học cũng ảnh hưởng đến việc các công chức người Phổ ngược đãi và lăng mạ trẻ em Ba Lan (see Września). Quá trình Đức hóa đã vô tình khơi dậy tinh thần chống đối, thông thường là việc cho trẻ em ở nhà và giáo dục tại gia, cũng như tăng cường sự đoàn kết trong các nhóm người thiểu số.
Vào năm 1910, Maria Konopnicka phản đối hành động người Đức khủng bố người Ba Lan ngày càng tăng cao, thông qua bài hát nổi tiếng do cô tự sáng tác, có tên Rota, bài ca này ngay lập tức trở thành biểu tượng quốc gia cho người Ba Lan, với câu hát được rất nhiều người Ba Lan biết đến: Người Đức sẽ không thể nhổ vào mặt chúng ta, và hắn cũng không thể Đức hóa con em chúng ta. Do đó, người Đức đã cố gắng tróc rễ nền văn hóa Ba Lan, ngôn ngữ Ba Lan và dân tộc Ba Lan, nhưng không những chỉ gặp toàn thất bại, mà họ còn củng cố thêm danh tính quốc gia Ba Lan, và tăng cường các nỗ lực của người Ba Lan nhằm tái thiết lập quốc gia Ba Lan.
Một cuộc mít tinh quốc tế giữa những thành viên theo phe xã hội đã được tổ chức tại Brussels vào năm 1902 đã chỉ trích quá trình Đức hóa người Ba Lan tại Phổ, và gọi đây là hành động "hung bạo, dã man".

### Nước Litva thuộc Phổ
Người Litva thuộc Phổ sống tại khu vực phía Đông nước Phổ đã trải qua những chính sách Đức hóa tương tự. Mặc dù người dân tộc Litva chiếm phần đông dân số tại khu vực phía Đông nước Phổ trong giai đoạn thế kỉ 15 và 16 (từ đầu thế kỉ 16, khu vực này thường được gọi tên là vùng Tiểu Litva), tuy nhiên dân số Litva bắt đầu sụt giảm kể từ thế kỷ 18. Những nguyên nhân chính khiến cho tình hình phát triển theo xu hướng này là do dịch bệnh và cuộc di cư xảy ra sau đó - những người nhập cư đến từ Đức và thành phần đáng kể nhất đến từ vùng  Salzburg. Các chính sách Đức hóa đã được thắt chặt trong suốt thế kỉ 19, nhưng ngay cả trong giai đoạn đầu thế kỷ 20, các vùng lãnh thổ phía Bắc và Nam/Tây Nam của sông Neman vẫn là nơi sinh sống của dân cư đại đa số là người Litva. Kursenieki cũng phải trải qua diễn biến tương tự, nhưng nhóm dân tộc thiểu số này chưa bao giờ đạt tầm dân số lớn.

### Thợ khai thác than người Ba Lan tại vùng thung lũng Ruhr
Một dạng Đức hóa khác là quá trình liên hệ giữa nhà nước Đức và các thợ hầm mỏ khai thác than vùng Ruhr. Do hoạt động nhập cư diễn ra bên trong lãnh địa Đế quốc Đức, có tới 350,000 người dân tộc Ba Lan đã đến sống tại vùng Ruhr vào cuối thế kỉ 19, tại đây họ làm việc trong ngành công nghiệp than sắt. Các nhà lãnh đạo người Đức coi họ là mầm mống nguy hiểm, là mối đe dọa và là thành phần "đáng nghi ngờ về mặt chính tị cũng như quốc gia". Tất cả các công nhân người Ba Lan đều có thẻ đặc biệt và bị nhà cầm quyền người Đức theo dõi thường xuyên. Quyền công dân của họ cũng bị nhà nước Đức giới hạn.
Phản hồi lại những chính sách này, người Ba Lan thành lập các tổ chức của riêng mình để giữ gìn danh tính dân tộc và bảo vệ quyền lợi của mình. Câu lạc bộ thể thao Sokol và công đoàn của công nhân Zjednoczenie Zawodowe Polskie (ZZP), Wiarus Polski (báo chí), và ngân hàng Robotnikow là một số tổ chức nổi tiếng nhất trong số đó ở gần vùng Ruhr. Ban đầu các công nhân Ba Lan, do bị các công nhân đồng nghiệp Đức tẩy chay, đã ủng hộ cho đảng Công giáo trung dung. Trong giai đoạn đầu thế kỉ  20, xu hướng ủng hộ của họ ngày một nghiêng dần sang phía xã hội dân chủ.  Vào năm 1905, các công nhân Ba Lan và Đức lần đầu tiên tổ chức một cuộc bãi công chung. Dưới đạo luật Namensänderungsgesetz (luật thay đổi tên họ), một số lượng lớn những người "Ba Lan sống tại vùng Ruhr" đã thay đổi họ và tên thánh sang các dạng tên đã được "Đức hóa" hơn để tránh bị phân biệt chủng tộc. Khi nhà cầm quyền người Phổ đình chỉ các hoạt động tôn giáo bằng tiếng Ba Lan, trong nhà thờ Công giáo, do các linh mục Ba Lan thực hiện, trong giai đoạn Kulturkampf, người Ba Lan phải nhờ đến các linh mục Công giáo người Đức. Ngày càng nhiều cuộc phối hôn diễn ra giữa người Đức và người Ba Lan, điều này góp phần rất lớn vào công cuộc Đức hóa người dân tộc Ba Lan tại vùng Ruhr.
Trong thời kì thuộc nước Cộng hòa Weimar, người Ba Lan được công nhận là một nhóm dân tộc thiểu số vùng Thượng Silesia. Các hiệp ước hòa bình sau Chiến tranh thế giới thứ nhất bao gồm một điều khoản bắt buộc Ba Lan phải bảo vệ các nhóm dân tộc tiểu số trong đất nước (ví dụ  như người Đức, người Ukraina, v.v.), trong khi không có điều khoản nào tương tự được áp dụng lên phe thắng trận trong Hiệp ước Versailles ký với Đức. Vào năm 1928,  "Minderheitenschulgesetz" (Đạo luật về các trường học dành cho dân tộc thiểu số) bắt đầu chỉnh lý việc đào tạo trẻ em theo tiếng mẹ đẻ. Từ năm 1930 trở đi, Ba Lan và Đức cùng đồng ý đối cử công bằng với các nhóm dân tộc tiểu số của họ.

## Dưới thời kì Đế chế thứ Ba
Trong thời kì phát xít Đức quốc xã mạng sống của một số nhóm dân tộc thiểu số ở Đức bị đe dọa. Quá trình Đức hóa thực hiện bởi Phát xít Đức được nhắc đến dưới cái tên "Aryan hóa".

### Quá trình Đức hóa ở phía Đông

#### Kế hoạch
Phe Phát xít hướng tới các vùng đất phương Đông như một Lebensraum (không gian sống) mà họ đang tìm kiếm, và dự định sẽ biến nơi này thành đất của người Đức. Hitler, trong bản diễn văn với các vị tướng ngay trước khi nhậm chức Thủ tướng Đức, đã tuyên bố rằng con người không thể bị Đức hóa, mà chỉ có thể Đức hóa đất đai. 
Chính sách Đức hóa trong thời kì Phát xít rõ ràng mang ý nghĩa về dân tộc và chủng tộc, hơn là chỉ đơn thuần nhắm tới chủ nghĩa dân tộc xét về mặt văn hóa hay ngôn ngữ; nhắm tới việc khuếch trương chủng tộc Aryan "vượt trội về mặt sinh học" hơn là mở rộng bản thân quốc gia Đức. Do đó, điều này không có nghĩa là cần phải tuyệt diệt toàn bộ những người đang sống tại đó, vì phía Đông Âu được coi là có những người thuộc dòng hậu duệ người Aryan/ Nordic, đặc biệt là trong số những người thuộc tầng lớp lãnh đạo. Thực tế, Himmler cũng từng tuyên bố rằng không được để mất hay bỏ lại một giọt máu Đức nào vì các chủng tộc lạ. Trong các tài liệu của Phát xít, việc đọc hiểu  cụm từ "người Đức" cũng gây ra vấn đề cần tranh luận, vì cụm từ này cũng có thể dùng để chỉ những người được coi là thuộc "chủng tộc Đức" nhưng không nói tiếng Đức.  
Trong nội bộ nước Đức, các hoạt động tuyên truyền, ví dụ như bộ phim Heimkehr, miêu tả những người thuộc chủng tộc Đức này đang phải chịu cảnh bị khủng bố tàn baọ—thường có thể nhận thấy rõ đó là các chiến thuật của Phát xít—và việc xâm lược và Đức hóa là hoàn toàn cần thiết để bảo vệ những người này. Những đề tài quan trọng trong các chiến dịch tuyên truyền chống Ba Lan năm 1939 - ngay trước cuộc xâm lược - bao gồm việc người gốc Đức bị ép phải lao động cưỡng bức, và các hoạt động khủng bố họ. Đề tài Bloody Sunday được khai thác triệt để, miêu tả việc người Ba Lan thực hiện nhiều hành động giết hại đối với người Đức.
Trong một bản bị vong lục tối mật, có tên "Cách giải quyết những người thuộc chủng tộc lạ tại phương Đông", đề ngày 25 tháng 5 năm 1940, Himmler đã viết rằng "Chúng ta cần phải chia Ba Lan thành nhiều nhóm dân tộc khác nhau, càng nhiều phần và nhóm nhỏ càng tốt". Đã có hai hoạt động Đức hóa trong khu vực Ba Lan bị chiếm đóng được thực hiện theo cách này:
- Việc nhóm những người Ba Lan gốc Gorals ("Highlanders") thành nhóm Goralenvolk trên lý thuyết; dự án này cuối cùng đã bị bỏ dở dang do thiếu sự ủng hộ trong nhóm dân chúng người Goral;
- Việc gán nhóm người Kashubians thuộc Pomerelian vào hệ Deutsche Volksliste, vì họ được cọi là có khả năng đồng hóa vào dân tộc Đức (một số thành viên phát xít ở thứ hạng cao tuyên bố mình là hậu duệ của giống người Gothic cổ đại).[27]

#### Chọn lọc và trục xuất
Quá trình Đức hóa bắt đầu với việc chọn lọc người dân phù hợp theo định nghĩa trong danh sách Volksliste của phát xít, và đối xử với họ theo từng nhóm như đã phân loại. Người Đức được coi là sẽ nắm giữ vị trí lãnh đạo chủ động vì đó là một đặc tính của dòng giống Aryan, trong khi đó, nhiều người Đức cũng coi đặc tính tránh né vai trò lãnh đạo và phụ thuộc vào thuyết định mệnh thường là đặc trưng của những người Slavonic. Những người trưởng thành được lựa chọn nhưng kháng cự lại, không chịu Đức hóa cũng bị hành hình. Hành động xử tử này được thực hiện trên nguyên tắc là, dòng máu Đức không được phép ủng hộ các quốc gia không phải nước Đức và nếu giết bỏ họ tức là khiến cho các quốc gia khác mất đi người lãnh đạo ưu việt. Thuyết Intelligenzaktion đã được khẳng định, mặc dù họ cho rằng, những người thuộc tầng lớp tinh hoa này rất có khả năng cũng mang dòng máu Đức, vì dòng máu này cho phép họ nắm được vị trí lãnh đạo những người Slavs chỉ biết tin theo thuyết định mệnh. Khi Đức hóa những thành phần "thuộc chủng tộc danh giá" trong xã hội sẽ giúp loại bỏ bớt tầng lớp trí thức Ba Lan, vì lực lượng lãnh đạo sẽ phải đến từ dòng máu Đức. Vào năm 1940, Hitler đã nói rõ rằng tầng lớp trí thức của Czech và nhóm người "gốc Á da vàng" trong cộng đồng dân cư Czech sẽ không được phép Đức hóa.
Dưới kế hoạch Generalplan Ost, một bộ phận người Slavs sống tại các vùng lãnh thổ bị xâm lược sẽ được Đức hóa theo kế hoạch. Gauleiters Albert Forster và Arthur Greiser báo cáo với Hitler rằng, 10 phần trăm dân cư Ba Lan có mang trong mình  "dòng máu Đức", và do đó phù hợp để được Đức hóa. Các Reichskommissars ở phía Bắc và Trung Nga cũng báo cáo các con số tương tự. Những người không phù hợp để được Đức hóa sẽ bị trục xuất khỏi các vùng đất đã được đánh dấu dành cho người Đức định cư. Xét về số phận của từng quốc gia, những người xây dựng nên kế hoạch này quyết định rằng, sẽ có thể Đức hóa khoảng 50 phần trăm dân số người Czechs, 35 phần trăm dân số người Ukrainians và 25 phần trăm dân số Belarusians. Những người còn lại sẽ bị đày tới vùng phía Tây Siberia và các khu vực khác. Vào năm 1941 họ quyết định rằng quốc gia Ba Lan nên bị tiêu diệt hoàn toàn; những nhà lãnh đạo người Đức quyết định rằng trong vòng mười đến hai muơi năm, đất nước Ba Lan dưới sự chiếm đóng của Đức sẽ bị phủi sạch hoàn toàn bất kì cá nhân nào thuộc tộc Ba Lan, và thay thế bằng cách tái định cư những người thực dân gốc Đức.

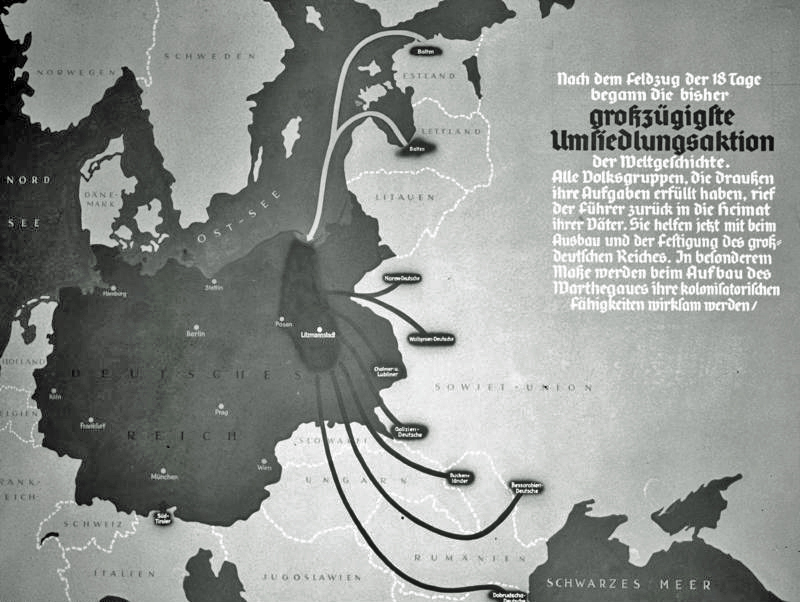
Xuất phát điểm của người người Đức định cư trên đất mới tại các vùng lãnh thổ Ba Lan đã bị sáp nhập, trong "Heim ins Reich"

Ở các quốc gia vùng Baltic, sau khi thỏa thuận với Stalin, người nghi rằng họ sẽ trung thành với phe Phát xít, phe Phát xít bắt đầu khuyến kích người thuộc "chủng tộc Đức" lên đường bằng cách sử dụng các chiến dịch tuyên truyền. Điều này bao gồm cả việc sử dụng chiến thuật đe dọa về Liên Xô, và khiến cho hàng chục ngàn người bỏ xứ ra đi. Những người bỏ đi không được coi là "dân tị nạn", mà được miêu tả như hành động "đáp lại lời kêu gọi của Quốc trưởng." Các bộ phim tuyên truyền của Đức như GPU và Friesennot miêu tả những người gốc Đức tại vùng Baltic là bị khủng bố cùng cực ở vùng đất bản địa. Khi bị nhồi nhét vào các trại để chờ phân loại theo chủng tộc, họ bị chia thành các nhóm: Hạng A, Altreich, những người sẽ được định cư tại Đức và không được cung cấp ruộng đất hay phương tiện kinh doanh (để giúp dễ dàng theo dõi giám sát chặt chẽ hơn), Hạng S Sonderfall, những người được sử dụng vào mục đích lao động cưỡng bức, và Hạng O Ost-Falle, hạng được đánh giá cao nhất, sẽ được định cư ở vùng Bức tường phía Đông—các vùng đất bị chiếm đóng, để bảo vệ người Đức khỏi các hiểm họa từ phía Đông—và được cho phép có quyền độc lập. Tngười cuối cùng này thường được cấp nhà của người Ba Lan, những gia đình Ba Lan đã bị đuổi đi quá nhanh, đến mức những bữa cơm đang ăn dở vẫn còn trên mặt bàn, và lũ trẻ rõ ràng là đã bị dựng dậy khỏi giường mà chưa gấp chăn nệm. Các thành viên của đoàn Thanh niên Hitler (Hitler Youth) và Liên hiệp nữ thanh niên Đức được giao nhiệm vụ giám sát những cuộc trục xuất, để bảo đảm rằng người Ba Lan phải bỏ lại hầu hết các vật dụng trong nhà, để những người định cư mới có thể sử dụng ngay. Các bức lệnh trục xuất yêu cầu phải có đủ số người Ba Lan bị trục xuất để có đủ nhà cho mỗi người mới đến định cư — điều đó có nghĩa là, ví dụ cứ 20 người Đức là "chuyên gia nướng bánh" được gửi đến, phải có 20 người Ba Lan làm nghề thợ bánh phải bị trục xuất.

#### Định cư và Đức hóa
Hoạt động thực dân hóa này bao gồm 350,000 người Đức Baltic như vậy và 1.7 triệu người Ba Lan được coi là có tiềm năng có thể Đức hóa được, bao gồm từ một đến hai trăm ngàn trẻ em đã bị tách khỏi cha mẹ (cùng với khoảng 400,000 người định cư gốc Đức từ "Old Reich").
Những nhà cầm quyền phát xít có một mối lo sợ lớn về việc những người định cư mới đến bị lây nhiễm thói xấu từ hàng xóm người Ba Lan, và không chỉ cảnh báo họ đừng để môi trường "xa lạ và khác chủng tộc" gây ảnh hưởng đến tính chất Đức của họ, thêm vào đó, còn để họ định cư trong những cộng đồng chặt chẽ, có thể cho phép cảnh sát quán lý dễ dàng. O Chỉ những gia đình được đánh giá là "thuộc phẩm giá cao" được ở chung với nhau.

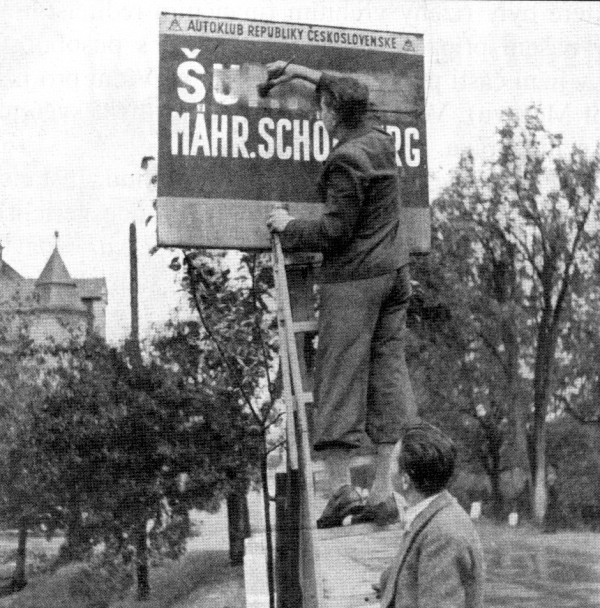
Sudeten Germans xóa bỏ các tên gọi Czech sau khi người Đức chiếm đóng Czechoslovakia vào năm 1938

Đối với những người Ba Lan không chống đối và những người thuộc chủng tộc Đức được tái định cư, quá trình Đức hóa bắt đầu diễn ra. Các thành viên Đảng quân sự được gửi tới và dạy cho họ cách hành xử sao cho "đúng chất Đức". Đoàn thanh niên Hitler và Liên minh nữ thanh niên Đức gửi những người trẻ đến tham gia "nghĩa vụ phía Đông", nghĩa vụ này (đặc biệt đối với các nữ thanh niên) yêu cầu phải hỗ trợ quá trình Đức hóa. Motj thành viên Liên minh sau này nhớ lại rằng ban đầu cô ấy thấy thương cảm cho những đứa trẻ Ba Lan bị bỏ đói, nhưng nhanh chóng nhận ra rằng hành động này là hoàn toàn "ngây thơ về mặt chính trị" và phải tập trung chuyên chú vào Volksdeutsche mà thôi; cô tin rằng người Ba Lan rất ngu ngốc, và điều này càng được khẳng định khi thấy những người Ba Lan thiếu giáo dục, không biết rằng mình bị bỏ tù hay bị trục xuất. Nhiệm vụ này bao gồm phải hướng dẫn bằng tiếng Đức, trong khi nhiều người chỉ biết nói tiếng Ba Lan hay tiếng Nga. Họ nhận thấy những người mới đến định cư bị mất nhuệ khí, và đã thêm nhiều trò giải trí như lễ hội ca hát để khuyến khích họ và làm dịu bớt những khó khăn trong quá trình chuyển giao; Việc tham gia Đoàn thanh niên Hitler và Liên minh nữ thanh niên Đức là bắt buộc đối với trẻ em. Goebbels và những tuyên truyền viên khác làm việc để thành lập các trung tâm văn hóa và các biện pháp khác để tạo ra Volkstum hay còn gọi là nhận thức về chủng tộc cho những người mới đến định cư. Điều này là cần thiết để có thể duy trì công việc của họ; chỉ bằng cách Đức hóa thành công, các gia đình, đặc biệt là các bà mẹ, mới có thể tạo ra một tổ ấm Đức đích thực. Goebbels cũng là mạnh thường quân chính thức của Deutsches Ordensland hay Vùng đất của Trật tự Đức, một tổ chức khuyến khích quá trình Đức hóa. Những nỗ lực này cũng được sử dụng trong các chiến dịch tuyên truyền ngay trong nước Đức, ví dụ như khi bài báo trang bìa của tờ NS-Frauen-Warte đề cập đến việc "Nước Đức đang xây dựng phương Đông".
Nhiều nỗ lực khác tại Ba Lan cũng được coi như hoạt động Đức hóa, ví dụ như việc dựng nên IG-Farben tại trại trập trung Auschwitz-Monowitz.

#### Tại Nam Tư và Liên Xô
Vào ngày 6 tháng 4 năm 1941, Nam Tư bị các cường quốc phe Trục xâm lược. Một phần của vùng lãnh thổ nơi người Slovene định cư bị quân đội phát xít Đức chiếm đóng. Quân Gestapo tới vùng chiếm đóng vào ngày 16 tháng 4 năm 1941 và chỉ ba ngày sau, theo sau đó là đích thân chỉ huy lực lượng SS là Heinrich Himmler, người điều tra vụ nhà tù Stari pisker tại Celje. Vào ngày 26 tháng 4, Adolf Hitler, người đã khuyến khích những người theo đuổi tư tưởng của mình hãy "xây dựng vùng đất này trở thành nước Đức một lần nữa", ông đã đến thăm Maribor và những người Đức sống tại vùng này đã tổ chức một buổi tiếp tân trọng thể tại lâu đài của thành phố. Mặc dù những người Slovenes đã được phía phát xít coi là thành phân dân tộc có thể cải tạo được, nhưng đa phần các nhà cầm quyền người Áo ở khu vực Carinthian và Styrian vẫn khởi công xây dựng một trại tập trung tàn bạo nhằm hủy hoại đất nước này.

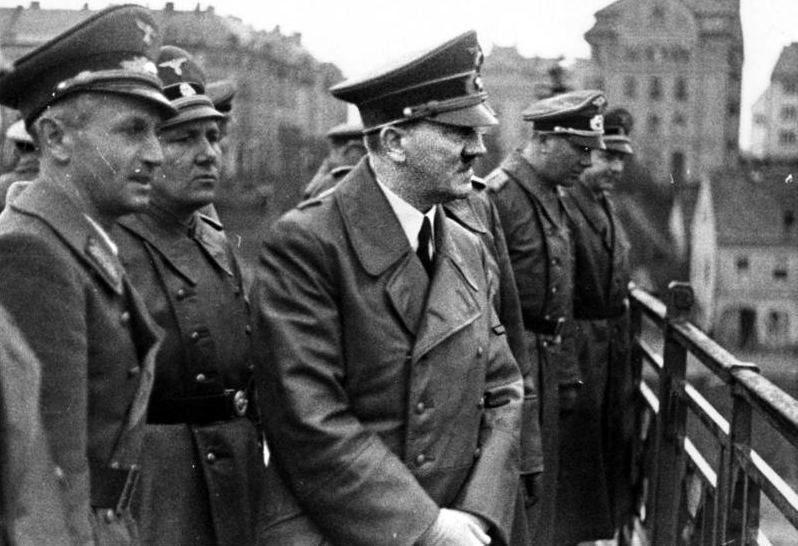
Adolf Hitler trên cầu Stari most tại Maribor, Nam Tư vào năm 1941, vùng này ngày nay là Slovenia

Phe phát xít khởi động một chính sách Đức hóa tàn bạo trên vùng lãnh thổ thuộc Slovene, với mục đích nhằm làm suy yêu hoặc áp chế hoàn toàn ngôn ngữ Slovene. Nhiệm vụ chính của họ tại Slovenia là triệt tiêu một bộ phận dân số và Đức hóa số dân còn lại. Hai tổ chức có công lớn nhất trong công cuộc Đức hóa là: Công đoàn Tổ quốc Styrian (Steirisches Heimatbund - HS) và Công đoàn Nhân dân Carinthian (Kärtner Volksbund - KV). Tại Styria các hoạt động Đức hóa người Sovenes nằm dưới quyền kiểm soát của Franz Steindl - Thiếu tá Sturmbannführer của đội SS. Ông ủng hộ các lý thuyết về việc người Slovenes có nguồn gốc từ chủng tộc Đức. Tại Carinthia các chính sách tương tự cũng được thực hiện bởi Wilhelm Schick, người cộng tác thân cận của Gauleiter. Việc sử dụng tiếng Slovene ở nơi công cộng bị cấm hoàn toàn, các tên địa danh đều bị thay đổi, toàn bộ các tổ chức hội nhóm của người Slovene đều bị giải tán. Thành viên của các nhóm trí thức và các tổ chức nhà nghề, bao gồm rất nhiều giáo sĩ và thầy tu, đã bị trục xuất vì họ được coi là chướng ngại cho quá trình Đức hóa. Phản ứng lại trước hành động này, một phong trào chống đối đã nổi lên. Những người Đức muốn tuyên bố sáp nhập chính thức vùng đất này vào "Đế chế Đức" ("German Reich") vào ngày 1 tháng 10 năm 1941, nhưng đã phải lùi ngày thực hiện lại, đầu tiên là do vụ thiết lập "Gauleiter" và "Reichsstatthalter" mới tại vùng Carinthia, và sau đó họ đã phải bỏ dở dang kế hoạch trong một khoảng thời gian vô hạn định, vì người Đức muốn rảnh tay đối phó với quân kháng chiến Slovene trước đã. Chỉ có vùng thung lũng Meža ngay lập tức trở thành một phần của vùng "Reichsgau Carinthia". Trong khung kế hoạch thanh lọc dân tộc trên lãnh thổ Slovene, khoảng 80,000 người Slovenes đã bị ép buộc trục xuất khỏi khu vực phía Đông nước Đức để tham gia vào quá trình Đức hóa, hoặc bị ép lao động cưỡng bức. Những người Slovens bị trục xuất đã được đưa tới một vài khu trại tại vùng Saxony, nơi họ bị buộc phải làm việc trên các nông trường hay nhà máy của Đức, do các nhà công nghiệp Đức quản lý, trong thời kì từ năm 1941 đến năm 1945. Những người bị cưỡng bức lao động không thường xuyên sống trong các trại tập trung thực thụ, mà họ thường chỉ được ở tạm trong các khu nhà bỏ hoang, nơi họ ngủ cho đến ngày lao động tiếp theo, và lại bị đưa ra khỏi khu nhà đó. Phát xít Đức cũng bắt đầu trục xuất hàng loạt người Slovenes tới vùng Nedić của Serbia và Ustasha Croatia (cả hai vùng đều là đồng minh của phát xít Đức), và hơn 63,000 người Slovenes đã chống đối không chịu tự nhận mình là người Đức đã bị tống vào các trại tập trung phát xít tại Đức. Người Slovenes được coi là người dân thuộc chủng tộc Đức sống tại nước ngoài, nền tảng cơ bản của hành động công nhận này là do quyết định của Bộ nội vụ Hoàng gia từ ngày 14 tháng 4 năm 1942; quyết định này cũng tạo ra nền tảng cho việc bắt buộc phục vụ quân dịch đối với người Slovenes, họ buộc phải phục vụ trong lực lượng vũ trang của Đức. Số lượng người Slovenes bị bắt đi lính trong các hệ thống tổ chức quân sự và bán quân sự của Đức được ước tính lên tới 150,000 đàn ông và phụ nữ, gần một phần tư trong số họ đã mất mạng trên các chiến trường châu Âu, hầu hết là tại Tiền tuyến phía Đông. Một số "trẻ em bị bắt cóc" (không có con số ước tính) đã bị đưa đến phe Đức quốc xã để được Đức hóa.
Sau đó, Ukraine cũng trở thành mục tiêu của quá trình Đức hóa. Ba mươi biệt đội đặc nhiệm của SS đã chiếm đóng những khu làng nơi đa phần người dân thuộc chủng tộc Đức, và trục xuất hay bắn giết tại chỗ bất kì người Do thái hay Slavs nào sống tại đó. Vùng thuộc địa Hegewald cũng đã được lập nên ở Ukraine. Người Ukraina bị ép buộc trục xuất, và những người thuộc chủng tộc Đức cũng bị ép buộc tái định cư tại đó. Việc phân loại chủng tộc cũng được thực hiện rất lộn xộn, nguyên tắc của Đế chế là phải có ba người thuộc hàng ông bà là người thuộc chủng tộc Đức, nhưng một số lại quả quyết rằng những người hành động giống như người Đức, và không thể hiện là có mang "mối lo ngại về chủng tộc" nào cũng có thể được coi là đạt tiêu chuẩn.
Nhằm loại bỏ người Slavs khỏi các vùng lãnh thổ thuộc Soviet để cho phép người Đức định cư, các kế hoạch thực hiện cũng bao gồm cả việc bỏ đói người Slavs; các nhà lãnh đạo phe phát xít tính toán rằng, m hàng triệu người sẽ chết đói sau khi họ loại bỏ hết những nguồn cung nhu yếu phẩm cần thiết. Điều này được coi là lợi thế thực sự của các viên chức phe phát xít. Khi Hitler nhận được bản báo cáo về rất nhiều trẻ em Ukrainian được ăn uống đầy đủ, ông tuyên bố rằng cần ngay lập tức tăng cường xúc tiến các biện pháp tránh thai và nạo phá thai, và không được cung cấp các biện pháp chăm sóc y tế hay giáo dục. Các thí nghiệm triệt sản hàng loạt tại các trại tập trung có lẽ là được nhắm tới sử dụng cho dân cư vùng Slavonic.

#### Công nhân phía Đông
Khi phụ nữ trẻ ở phía Đông được tuyển lựa để tới làm việc tại Đức trong vai trò bảo mẫu, họ được yêu cầu phải là những người phù hợp cho hoạt động Đức hóa, vì hai nguyên nhân, thứ nhất là do họ sẽ làm việc trực tiếp với những đứa trẻ Đức, và thứ hai là vì họ có thể sẽ bị lạm dụng tình dục. Chương trình này không chỉ được ca tụng vì cho phép phụ nữ có thể sinh nhiều con hơn, bởi đã có người phục vụ trong nhà hỗ trợ họ trong việc sinh con, mà còn giúp cải tạo dòng máu Đức và tạo lợi thế cho những người phụ nữ sẽ làm việc tại Đức và có thể sẽ lấy chồng tại đây.

#### Trẻ em

Kinder-KZ trong bản đồ Litzmannstadt Ghetto được đánh dấu với mã số 15; nơi trẻ em người Ba Lan sẽ bị chọn lọc

Những đứa trẻ "thuộc chủng tộc có thể chấp nhận được" sẽ bị tước đoạt khỏi tay gia đình để được nuôi dạy trở thành người Đức.
Trẻ em được chọn lọc theo tiêu chí các "tính chất chủng tộc có giá trị" trước khi bị chuyển qua Đức.  Rất nhiều thành phần phát xít đã rất ngạc nhiên khi phát hiện ra rằng một số lượng lớn trẻ em Ba Lan không thể hiện mình mang tính chất "Nordic", do đó họ cho rằng tất cả những đứa trẻ này về gốc gác đều là trẻ em Đức đã bị Ba Lan hóa; Hans Frank đã đề cập đến góc nhìn này khi ông tuyên bố, "Khi chúng ta thấy một đứa trẻ mắt xanh, chúng ta ngạc nhiên khi thấy chúng nói tiếng Ba Lan"  Người ta sử dụng một cụm từ riêng để chỉ tình trạng này wiedereindeutschungsfähig— có nghĩa là "có khả năng tái Đức hóa được". Những đứa trẻ này có thể bao gồm cả con cái của những người đã bị trục xuất do chống đối quá trình Đức hóa. Nếu thất bại không thể Đức hóa được những đứa trẻ này, hoặc chúng được xác nhận là không phù hợp, chúng sẽ bị giết để loại bỏ xác suất xảy ra việc tiềm năng vượt trội của chúng có thể bị đối thủ của Đế chế lợi dụng.
Ở vùng Ba Lan bị Đức chiếm đóng, người ta ước lượng con số từ 50,000 tới 200,000 trẻ em đã bị tước đoạt khỏi gia đình và bị Đức hóa. Khu Kinder KZ đã được lập nên với mục đích dành riêng để cầm giữ những đứa trẻ này. Ước tính rằng có ít nhất 10,000 trẻ em trong số đó đã bị giết trong quá trình này, do chúng bị xác định là không phù hợp, và bị gửi tới các trại tập trung và phải đối mặt với những biện pháp đối xử tàn bạo, hoặc bỏ mạng trong điều kiện ngặt nghèo trong quá trình di chuyển trên các xe chở gia súc, và chỉ có 10-15% được trở về với gia đình sau chiến tranh. Việc nhi đồng bắt buộc phải tham gia Hitlerjugend khiến cho hai thế hệ già và trẻ hầu như không thể đối thoại với nhau, do việc sử dụng ngôn ngữ không phải tiếng Đức bị các viên chức cấm đoán. Các thành viên của các tổ chức dân tộc thiểu số bị trục xuất hoặc bị nhà cầm quyền người Đức đưa tới các trại tập trung.
Rất nhiều trẻ em, đặc biệt là trẻ em người Ba Lan và người Slovenian là những đứa trẻ đầu tiên bị tước đoạt khỏi gia đình, tuyên bố rằng mình là người Đức khi các lực lượng Đồng minh tìm thấy chúng. Những đứa trẻ người Nga và Ukrainian, mặc dù chưa rơi vào tình trạng này, nhưng đã được dạy dỗ để ghét quốc gia nơi mình sinh trưởng và không muốn quay trở về.

### Quá trình Đức hóa ở phương Tây
Trong thời đương đại, cách người Đức nói đến quá trình Đức hóa được liên hệ với việc sử dụng cụm từ Germanisierung (Germanicisation, i.e., tức là khiến cho thứ gì đó mang màu sắc hay đặc trưng tính chất Đức) hơn là sử dụng cụm từ Eindeutschung (Germanisation, i.e., theo nghĩa kiến cho thứ gì đó thuộc về nước Đức). Theo các lý thuyết chủng tộc của phát xít, những dân tộc thuộc gốc chủng tộc Đức như người Scandinavians, người Hà Lan, và người Flemish, đều giống với bản thân người Đức ở chỗ, hộ là một phần của chủng tộc Thượng đẳng Aryan, dù họ có biết hay không biết về việc họ mang danh tính là người "Aryan".
Quá trình Đức hóa tại những quốc gia bị chiếm đóng này diễn ra chậm chạp hơn. Phe phát xít cần phải có được sự hợp tác của địa phương, và cả ngành công nghiệp địa phương cùng với các công nhân làm việc tại đó; thêm vào đó, những quốc gia này được coi là dễ chấp nhận hơn về mặt chủng tộc, do đó việc phân loại theo nhóm chủng tộc được dân Đức trình độ trung bình đơn giản hóa thành "Phía Đông là xấu, và phía Tây là chấp nhận được." Kế hoạch ở đây là phải giành được các thành phần gốc Đức một cách chậm rãi hiệu quả, thông qua quá trình giáo dục. Himmler, sau khi bí mật đi tuần tại Bỉ và Hà Lan, đã vui mừng tuyên bố người dân tại đây sẽ là nguồn lợi về chủng tộc cho nước Đức. Các đội quân chiếm đóng bị kiểm soát chặt chẽ để bảo đảm trật tự và kỉ luật, và được hướng dẫn hành xử thân thiện để khiến dân chúng xuôi theo, một chiến thuật đã không đạt được hiệu quả mong muốn, không chỉ vì họ đã chiếm đóng các quốc gia này, và còn vì họ nhanh chóng lộ ra rằng, chủng tộc Đức vượt trội hơn hẳn so với việc chỉ là người Nordic.  Ví dụ, các tờ truyền đơn chỉ thị cho các phụ nữ Đức không quan hệ tình dục với những công nhân nước ngoài được đưa đến Đức, vì đó là mối nguy hại đến dòng máu của họ.
Rất nhiều kế hoạch Đức hóa đã được thực hiện. Các tù nhân chiến tranh người Hà Lan hoặc Flemish thuộc Bỉ được đưa về nhà nhanh chóng, để tăng lượng dân số gốc Đức, trong khi những tù nhân chiến tranh vùng Walloon thuộc Bỉ bị giữ lại làm công nhân. Những khu nhà Lebensborn đã được dựng nên ở Na Uy cho những người phụ nữ Na Uy đã có bầu với binh lính Đức, và các cặp cha mẹ người Na Uy không có quyền nhận nuôi những đứa trẻ sinh ra ở đây. Vùng Alsace-Lorraine đã bị sáp nhập; hàng ngàn người dân quá trung thành với nước Pháp, là dân Do thái, hoặc là người Bắc phi sẽ bị trục xuất đến vùng Vichy của Pháp; Tiếng pháp bị cấm tiệt tại các trường học; những người nói tiếng Đức thì được chuyển lại về Đức để được "tái Đức hóa" một lần nữa, giống như trường hợp của người Ba Lan.  Việc phân loại chủng tộc hàng loạt được thực hiện tại Pháp để sử dụng trong tương lai.
Kế hoạch ban đầu của Himmler cho vùng thuộc địa Hegewald là để tuyển mộ những người đi định cư đất mới từ vùng Scandanvia và Hà Lan; tuy nhiên kế hoạch này đã không thành công.
Người mát xa cho Himmler là Felix Kersten, đã tuyên bố rằng có nhiều kế hoạch quyết liệt hơn mà Himmler đã thiết kế ra, với hình dung trong tương lai gần sẽ tái định cư toàn bộ nước Hà Lan tới các vùng nông nghiệp ở thung lũng Vistula và Bug trong vùng Ba Lan bị Đức chiếm đóng để tạo điều kiện thuận lợi cho việc Đức hóa họ ngay lập tức. Tổng cộng 8.5 triệu người sẽ bị tái định cư, sau đó toàn bộ các tư liệu sản xuất và bất động sản của người Hà Lan đều sẽ bị Đế quốc tịch thu sung công, và phân phát lại cho những thành viên đáng tin cẩn thuộc SS, và sẽ tuyên bố lập một tỉnh SS ở Hà Lan trên vùng lãnh thổ Hà Lan đã bị dọn sạch. Tuy nhiên tuyên bố này đã được chứng minh chỉ là lời đồn trong cuốn sách của Loe de Jong "Hai huyền thoại của Đế chế thứ Ba" ("Two Legends of the Third Reich").

## Sau Chiến tranh thế giới thứ Hai
Tại nước Đức sau năm 1945 và nước Áo sau năm 1945, khái niệm Đức hóa không còn được coi là thích đáng. Người Đan Mạch, người Frisians, và người Slavic Sorbs được phân loại là các nhóm dân tộc thiểu số truyền thống, và được bảo đảm quyền tự quyết về mặt văn hóa bởi cả chính phủ cấp bang và cấp liên bang. Về vấn đề người Đan Mạch, đã có một hiệp ước giữa Đan Mạch và Đức từ năm 1955 điều chỉnh về quan hệ pháp lý của nhóm dân Đức thiểu số tại Đan Mạch và ngược lại, nhóm dân Đan Mạch thiểu số tại Đức. Về vấn đề người Frisians, bang Schleswig-Holstein phía Bắc đã thông qua một bộ luật đặc biệt nhằm bảo tồn ngôn ngữ này. Quyền được tự quyết về mặt văn hóa của người tộc Sorbs là vấn đề thuộc hiến pháp của cả bang Saxony và bang Brandenburg. Tuy nhiên, hầu hết tất cả những người Sorbs đều nói song song hai thứ tiếng, và ngôn ngữ Hạ Sorbian đang được coi là có nguy cơ tuyệt diệt, do số lượng người bản ngữ đang sụt giảm, mặc dù đã có nhiều chương trình được bang đầu tư tài trợ để giữ gìn ngôn ngữ này.
Tại nước Áo sau năm 1945, ở bang Burgenland, người Hungarian và người Croatian đã được luật pháp bảo vệ trong khu vực riêng. Tại vùng Carinthia, người Áo nói tiếng Slovenian cũng được bảo vệ theo luật pháp.
Hậu duệ của những công nhân và thợ khai mỏ người Ba Lan đã hợp hôn với dân cư địa phương, và trở nên Đức hóa về mặt văn hóa, hoặc ít nhất là có sự hòa trộn văn hóa. Điều này rất khác đối với những người nhập cư từ Ba Lan tới Đức trong thời hiện đại và ngày nay, sau khi xảy ra sự kiện sụp đổ Tấm màn sắt (sự sụp đổ của Liên Xô và khối Đông Âu). Những người nhập cư này thường là công dân Ba Lan và sống như người ngoại quốc trên đất Đức. Đối với rất nhiều người dân nhập cư Ba Lan, họ không muốn xếp mình vào phạm trù dân tộc Ba Lan, hay muốn được người khác đánh giá dựa trên tiêu chí đó, vì nó có thể ảnh hưởng tới cuộc sống của họ theo cách tiêu cực.

## Đức hóa về mặt ngôn ngữ
Về mặt ngôn ngữ, quá trình Đức hóa thường chỉ đến việc thay đổi cách đánh vần các từ mượn theo nguyên tắc của ngôn ngữ tiếng Đức - ví dụ như việc thay đổi cách viết của từ mượn bureau (văn phòng) thành Büro.

## Tên họ
Giáo sư Jürgen Udolph thuộc Đại học Leipzig Tổ chức nghiên cứu tiếng Slavic đồng ý rằng có 15 triệu người sống trên nước Đức hiện đại có tên họ gốc Slavic hay rõ ràng hơn là gốc tiếng Ba Lan. Ông tin rằng mật độ tập trung các tên họ gốc Slavic ở phía Đông nước Đức thậm chí còn cao hơn trung bình quốc gia, chiếm tới 30% các tên họ trong vùng này.